# Reichweiler
Reichweiler là một đô thị ở huyện Kusel, bang Rheinland-Pfalz, phía tây nước Đức. Đô thị Reichweiler có diện tích 3,87 km².